# Johnny Dixon
Johnny Dixon (10 de dezembro de 1923 – 20 de janeiro de 2009) fui um futebolista inglês. Nascido em Newcastle upon Tyne, ele jogou pelo Spennymoor United, antes de jagar pelo Aston Villa a partir de 1945 até sua aposentadoria em 1961, fazendo 430 partidas e marcando 144 gols. Ele era capitão da equipe do Villa campeão da FA Cup de 1957.